# Boden-Karlsborgs artilleriregemente
Boden-Karlsborgs artilleriregemente (A 8) var ett artilleriförband inom svenska armén som verkade i olika former åren 1893–1919. Förbandsledningen var förlagd i Bodens garnison.

## Historia

### Bildandet
Kåren bildades den 10 oktober 1893 genom att 1. och 2. fästningskompaniet avskildes ur Första Göta artilleriregemente och bildade ett självständigt förband. År 1831 tillfördes 1. fästningskompaniet Karlsborgs fästning från Varbergs fästning, detta efter att Varbergs fästning utgick 1830 ur den svenska krigsorganisationen. 1. fästningskompaniet bildades 1811 ur spillrorna från Finska artilleriregementet, vilket hade inordnats i Första Göta artilleriregemente i samband med att Finland gick förlorat 1809. År 1882 tillfördes 2. fästningskompaniet Karlsborgs fästning från Karlstens fästning, detta efter att Karlstens fästning utgick 1882 ur den svenska krigsorganisationen.

Genom försvarsreformen 1901 beslutades att Karlsborgs artillerikår från och med den 1 januari 1902 organiseras som Boden-Karlsborgs artilleriregemente. Regementet kom att organiseras i två bataljoner, I. bataljonen i Karlsborg och II. bataljonen i Boden.

### Ordningsnumret
I samband med 1914 års härordning justerades 1914 samtliga ordningsnummer inom armén. För Boden-Karlsborgs artilleriregemente innebar det att regementet blev tilldelad beteckningen A 8. Justeringen av beteckningen gjordes för att särskilja regementen och kårer mellan truppslagen. Det med bakgrund till att namn och nummer som till exempel № 3 Livregementets grenadjärkår och № 3 Livregementets husarkår kunde förefalla egendomliga för den som inte kände till att förbanden ifråga tillhörde skilda truppslag.

### Delningen
Under senhösten 1919 började regementet avvecklas och delades upp i två självständiga förband. Vid delningen övertog Bodens artilleriregemente beteckningen A 8, medan Karlsborgs artillerikår erhöll A 10 som beteckning. Från den 10 september 1919 kvarstod endast bataljonen i Karlsborg och den 31 december 1919 upplöstes kvarvarande delar av Boden-Karlsborgs artilleriregemente. Bataljonen i Karlsborg bildade istället den 1 januari 1920 Karlsborgs artillerikår.

## Förläggningar och övningsplatser
När regementet bildades som Karlsborgs artillerikår, förlades det till Karlsborgs fästning. När kåren omorganiserades till regemente förlades I. bataljonen i Karlsborg och II. bataljonen i Boden. Regementsstaben var under åren 1902–1912 förlagd till Karlsborgs garnison och åren 1912–1919 i Bodens garnison.

### Detachement

#### Boden
I Boden förlades regementets andra bataljon, vilken även gick under namnet Bodens artilleribataljon (A 8 B). Bataljonen bildades den 1 september 1906 och förlades till ett nyuppfört kasernområde längs Åbergsleden. Karlsborg var fram till 1912 regementets huvudgarnison, men från den 1 november 1912 omlokaliserades regementsstaben till Boden. Bodens artilleribataljon avskildes från regementet, och bildade ett självständigt förband den 10 september 1919, Bodens artilleriregemente (A 8).

#### Karlsborg
I Karlsborg förlades regementets första bataljon, vilken även gick under namnet Karlsborgs artilleribataljon (A 8 K). Karlsborg var fram till den 30 oktober 1912 huvudort för regementet, men från den 1 november 1912 när regementsstaben förlades till Boden blev Karlsborg ett detachement. Karlsborgs artilleribataljon upplöstes den 31 december 1919 och bildade den 1 januari 1920 Karlsborgs artillerikår (A 10). Karlsborgs artillerikår kom senare att omorganiseras till Karlsborgs luftvärnsregemente (Lv 1).

## Heraldik och traditioner
Regementet hade vid sidan om den svenska fanan aldrig någon egen fana eller standar, utan identifierades endast genom truppslagstecknet samt dess färger. Vid avvecklingen av regementet övertogs färger, beteckning samt förbandsmarschen av det nybildade Bodens artilleriregemente.

## Förbandschefer
Nedan anges regementscheferna åren 1893–1919.

- 1893–1895: Conrad Gustaf Waldemar Wetterwik
- 1895–1906: Carl Anton Hägg
- 1906–1913: Karl Gustaf Emil Kniberg
- 1913–1918: Axel Breitholtz
- 1918–1919: Sixten Schmidt [d]

## Galleri

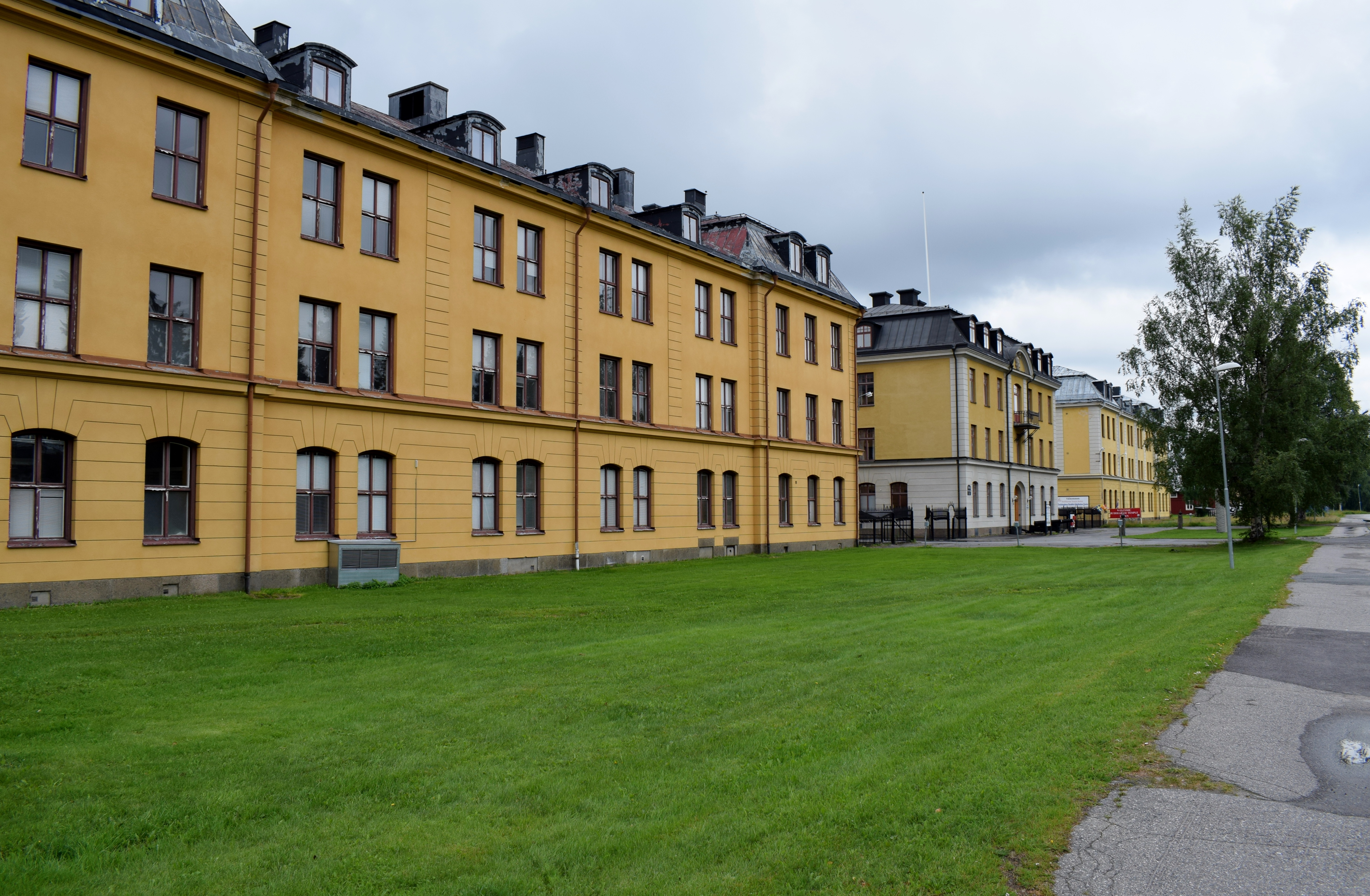
Regementets kaserner i Boden
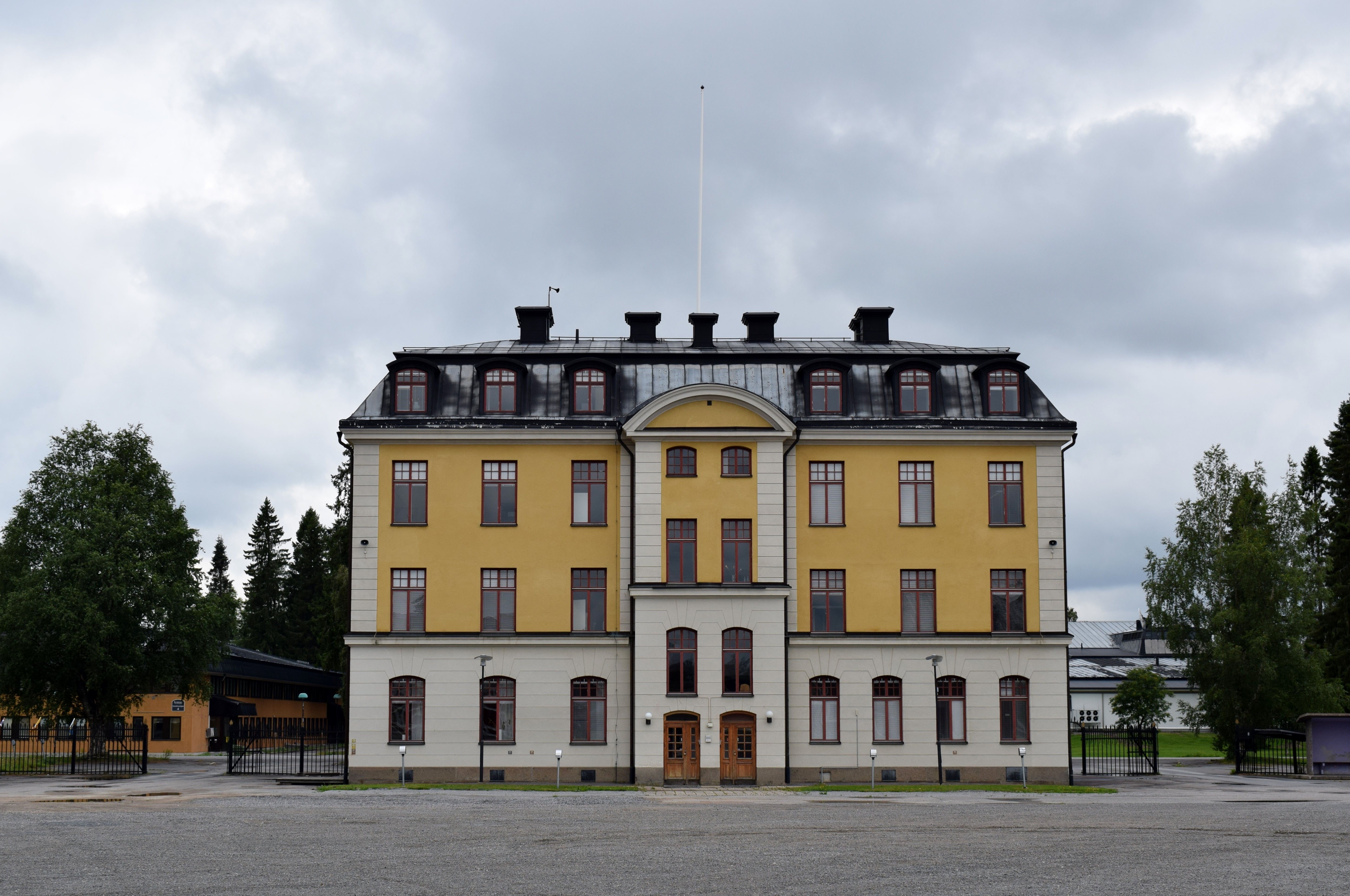
Regementets kanslihus i Boden
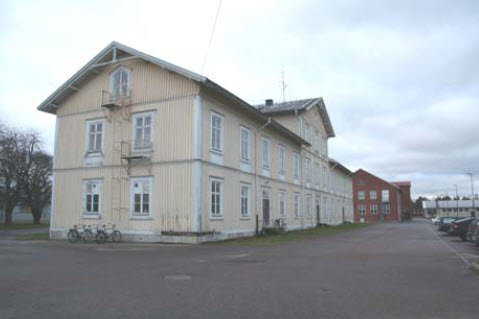
Regementets kaserner i Karlsborg
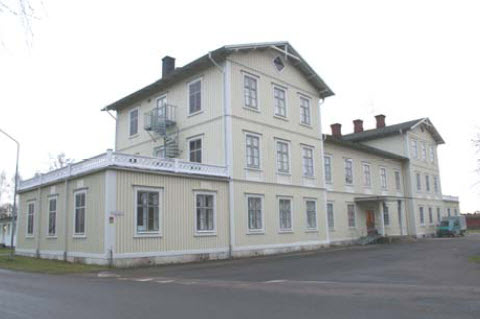
Regementets kanslihus i Karlsborg

## Namn, beteckning och förläggningsort
| Kungl. Karlsborgs artillerikår             | 1893-10-01 | – | 1901-12-31 |
| Kungl. Boden-Karlsborgs artilleriregemente | 1902-01-01 | – | 1919-12-31 |

| № 9 | 1893-10-01 | – | 1901-12-31 |
| № 8 | 1902-01-01 | – | 1914-09-30 |
| A 8 | 1914-10-01 | – | 1919-12-31 |

| Karlsborgs garnison (F) | 1893-10-01 | – | 1919-12-31 |
| Bodens garnison (F)     | 1906-09-01 | – | 1919-09-09 |